# J'aimerais tellement
J'aimerais tellement ("Mi piacerebbe molto") è il singolo di debutto della cantante francese Jena Lee, estratto dal suo album di debutto Vous remercier e pubblicato il 3 luglio 2009 in formato digitale e il 5 ottobre dello stesso anno nei negozi di dischi francesi dall'etichetta discografica Mercury Records.
Il singolo è entrato direttamente alla vetta della classifica francese, restando al numero uno per undici settimane consecutive. In Francia, ha trascorso 44 settimane in classifica, 20 delle quali in top ten. Ha avuto un discreto successo anche in Vallonia, dove è arrivatio alla posizione numero 25, e in svizzera, dove ha raggiunto la numero 50. Per aver venduto più di 250 000 copie, J'aimerais tellement è stato certificato disco di platino in Francia.

## Tracce
1. J'aimerais tellement – 3:54

## Classifiche
| Classifica (2009) | Posizione massima |
| ----------------- | ----------------- |
| Belgio (Vallonia) | 25                |
| Francia           | 1                 |
| Svizzera          | 50                |